# Oliana
Oliana és una vila i municipi de Catalunya, situat a la part sud de la comarca de l'Alt Urgell, que s'estén entre l'esquerra del riu Segre, entre la serra de Turp i el congost dels Espluvins. Oliana és el segon municipi amb el nombre més gran d'habitants de l'Alt Urgell. El nucli antic és assentat dalt d'un turó, al marge esquerre de l'ampla vall i al peu mateix dels primers contraforts del Pirineu: el massís de Sant Honorat i les Serres de les Canals, d'Oliana, d'Aubenç i de Turp. La vila d'Oliana és travessada per la carretera C-14, que uneix (pel sud) amb Ponts i amb la Seu d'Urgell (pel nord).
La vila és coneguda pel fet d'acollir el pantà que porta el mateix nom.
| Entitat de població | Habitants (2023) |
| Oliana              | 1.773            |
| el Castell (Oliana) | 77               |
| les Anoves          | 14               |
| Font: Idescat       |                  |

## Història
La vall on està ubicat Oliana està habitada des de la prehistòria. El curs del riu Segre sempre ha estat una via natural de comunicació de la població. En molts indrets s'ha trobat restes d'antics pobladors, entre ells, una colònia romana que s'establí, probablement, a la rodalia de l'actual nucli d'el Castell.

## Situació
Oliana es troba al sud de la comarca de l'Alt Urgell. Limita amb la comarca del Solsonès a l'est. Al nord limita amb el municipi alturgellenc de Coll de Nargó, a l'oest amb Peramola i al sud amb Bassella.

Entitats de població d'Oliana

## Geografia
- Llista de topònims d'Oliana (Orografia: muntanyes, serres, collades, indrets…; hidrografia: rius, fonts...; edificis: cases, masies, esglésies, etc.).

## Economia
El principal motor econòmic de la població ha estat, durant els darrers anys, el fet d'acollir la seu central de la fàbrica d'electrodomèstics Taurus, que ha patrocinat la construcció de diverses infraestructures, com per exemple, el pavelló poliesportiu Francesc Betriu. D'altra banda, la proximitat amb Andorra també ha propiciat el creixement en sectors com el comerç i la restauració.

## Política local[3][4][5]
| Candidatura | Candidatura                                 | Cap de llista          | Vots  | Regidors | % vots |
| ----------- | ------------------------------------------- | ---------------------- | ----- | -------- | ------ |
|             | Junts per Oliana - Compromís Municipal      | Ricard Pérez Llordés   | 494   | 5        | 49,84  |
|             | Fem Oliana - Acord Municipal                | Carme Lostao i Otero   | 300   | 3        | 30,27  |
|             | CUP Oliana - Alternativa Municipalista      | Arnau Quingles Colell  | 97    | 1        | 9,78   |
|             | Compromís x Oliana - Candidatura de Progrés | Francesc Gualdo Sangrà | 88    | 0        | 8,87   |
|             | Abstenció                                   |                        | 348   |          | 25,72  |
|             | Vot nul                                     |                        | 14    |          | 1,39   |
|             | Vot en blanc                                |                        | 12    |          | 1,21   |
| Total       | Total                                       | 1.005                  | 1.005 | 9        | 74,27  |

| Candidatura | Candidatura                                 | Cap de llista          | Vots  | Regidors | % vots |
| ----------- | ------------------------------------------- | ---------------------- | ----- | -------- | ------ |
|             | Junts per Catalunya - Junts                 | Miquel Sala i Muntada  | 430   | 4        | 39,52  |
|             | Fem Oliana - Acord Municipal                | Carme Lostao i Otero   | 393   | 3        | 36,12  |
|             | Compromís x Oliana - Candidatura de Progrés | Jordi Vila i Cosconera | 252   | 2        | 22,52  |
|             | Abstenció                                   |                        | 273   |          | 19,78  |
|             | Vot nul                                     |                        | 19    |          | 1,72   |
|             | Vot en blanc                                |                        | 20    |          | 1,84   |
| Total       | Total                                       | 1.107                  | 1.107 | 9        | 80,22  |

| Període     | Alcalde o alcaldessa    | Partit polític   | Data de possessió | Observacions |
| ----------- | ----------------------- | ---------------- | ----------------- | ------------ |
| 1979–1983   | Antoni Patsi i Angrill  | UCD              | 19/04/1979        | --           |
| 1983–1987   | Antoni Patsi i Angrill  | CiU              | 28/05/1983        | --           |
| 1987–1991   | Antoni Patsi i Angrill  | CiU              | 30/06/1987        | --           |
| 1991–1995   | Ventura Roca i Martí    | CiU              | 15/06/1991        | --           |
| 1995–1999   | Ventura Roca i Martí    | CiU              | 17/06/1995        | --           |
| 1999–2003   | Ventura Roca i Martí    | CiU              | 03/07/1999        | --           |
| 2003–2007   | Ventura Roca i Martí    | CiU              | 14/06/2003        | --           |
| 2007–2011   | Antoni Vilaginés i Vila | PSC-PM           | 16/06/2007        | --           |
| 2011–2015   | Miquel Sala i Muntada   | CiU              | 11/06/2011        | --           |
| 2015–2019   | Miquel Sala i Muntada   | CiU              | 13/06/2015        | --           |
| 2019-2023   | Carme Lostao i Otero    | FO-AM            | 15/06/2019        | --           |
| Des de 2023 | Ricard Pérez Llordés    | Junts per Oliana | 17/06/2023        | --           |

## Demografia
| 1497 f | 1515 f | 1553 f | 1717 | 1787 | 1857  | 1877  | 1887  | 1900 | 1910  |
| ------ | ------ | ------ | ---- | ---- | ----- | ----- | ----- | ---- | ----- |
| 88     | -      | 124    | 329  | 569  | 1.140 | 1.029 | 1.119 | 986  | 1.003 |

| 1920 | 1930  | 1940  | 1950  | 1960  | 1970  | 1981  | 1990  | 1992  | 1994  |
| ---- | ----- | ----- | ----- | ----- | ----- | ----- | ----- | ----- | ----- |
| 952  | 1.038 | 1.046 | 1.793 | 1.377 | 1.793 | 2.104 | 2.029 | 2.007 | 2.007 |

| 1996  | 1998  | 2000  | 2002  | 2004  | 2006  | 2008  | 2010  | 2012  | 2014  |
| ----- | ----- | ----- | ----- | ----- | ----- | ----- | ----- | ----- | ----- |
| 1.844 | 1.877 | 1.864 | 1.870 | 1.870 | 1.939 | 1.949 | 1.945 | 1.920 | 1.870 |

| 2016  | 2018  | 2020  | 2022  | 2024  | 2026 | 2028 | 2030 | 2032 | 2034 |
| ----- | ----- | ----- | ----- | ----- | ---- | ---- | ---- | ---- | ---- |
| 1.844 | 1.787 | 1.843 | 1.849 | 1.839 | -    | -    | -    | -    | -    |

## Llocs d'interès
- La Roca Plana
- Pou de Gel d'Oliana[6]